# Park Tysiąclecia w Toruniu
Park Tysiąclecia w Toruniu – park znajdujący się przy ul. gen. Woyczyńskiego i Kniaziewicza w Toruniu.
Park założono w latach 60. XX wieku. Jego nazwa nawiązuje do rocznicy Millennium państwa polskiego obchodzonej w 1966 roku. Jest położony na terenie fortu Przyczółek Mostowy. Jego powierzchnia wynosi około 19 (według innego źródła 22) ha. W parku tym znajduje się również niewielki staw (pozostałość zalewu obronnego), przez który przepływa Struga Wielanda. Park został wpisany do rejestru zabytków.
W parku znajdują się: wierzby białe, klony pospolite, topole białe, wiązy i olchy. Najstarsze okazy drzew pochodzą z okresu budowy fortu.
Na jej obrzeżach znajduje się willa zbudowana ok. 1900 roku.